# Antialcidas

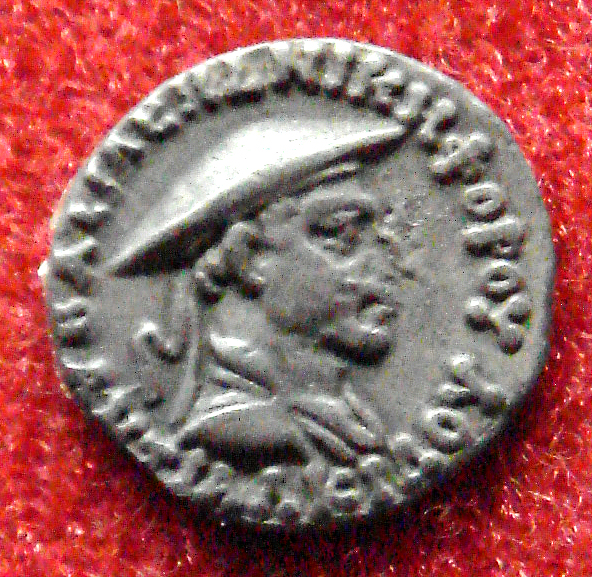
Moneda de Antialcidas

Antialcidas Nikephoros (en griego antiguo: Ἀντιαλκίδας ὁ Νικηφόρος; el epíteto significa "el Victorioso") fue un rey de la dinastía eucrátida del reino indogriego, que reinó desde su capital en Taxila. Bopearachchi ha sugerido que gobernó ca. 115 a 95 a. C. en las partes occidentales del reino indogriego, mientras que R. C. Sénior le coloca alrededor 130 a 120 a. C. y también en el Punyab oriental (lo cual parece mejor apoyado por hallazgos de monedas). Sénior cree que gobernó en tándem con el rey Lisias.

## Genealogía
Antialcidas puede haber sido pariente del rey bactriano Heliocles I, pero gobernó después de la caída del reino bactriano. Varios reyes posteriores pueden haberse relacionado con Antialcidas: Heliocles II, Amintas, Diomedes y Hermeo, ya que todos ellos acuñaron monedas con características similares.

## La inscripción Heliodoro

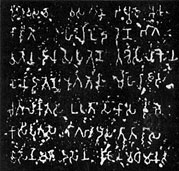
Inscripción en el pilar Heliodoro hecha por el embajador de Antialcidas Heliodoro en 110 a. C.

Aunque hay pocas fuentes para la historia indogriega tardía, se conoce a Antialcidas por una inscripción dejada en un pilar (el Columna de Heliodoro), que fue levantado por su embajador Heliodoro en el tribunal del rey Sunga, Bhagabhadra en Vidisha, cercano a Sanchi. En ella se declara devoto de Krishna, el dios hindú.
Una parte de la inscripción dice: 
"Este modelo Garuda fue hecho por orden del Bhagavata ... Heliodoros, el hijo de Dion, un hombre de Taxila, un embajador griego del rey Antialcidas, al rey Bhagabhadra, el hijo de la Princesa de Benares, el salvador, mientras prospera en el decimocuarto año de su reinado."

## Monedas
Por otra parte, Antialcidas es también conocido a través de sus monedas. Emitió numerosos tipos de monedas de plata indias bilingües: con diadema, llevando un casco con astas de toro o una causia plana. También aparece arrojando una lanza. Según algunas interpretaciones (Grousset), la cría de elefante puede simbolizar el Buda Siddhartha Gautama, quien tomó la forma de un elefante pequeño para introducirse en el vientre de su madre, la reina Maya, una escena a menudo descrita en el Arte greco-budista. En aquel caso la escena de la moneda representaría una victoria de budismo. Según otras interpretaciones el elefante era el símbolo de la ciudad de Taxila.